# 第四次菲特納戰爭

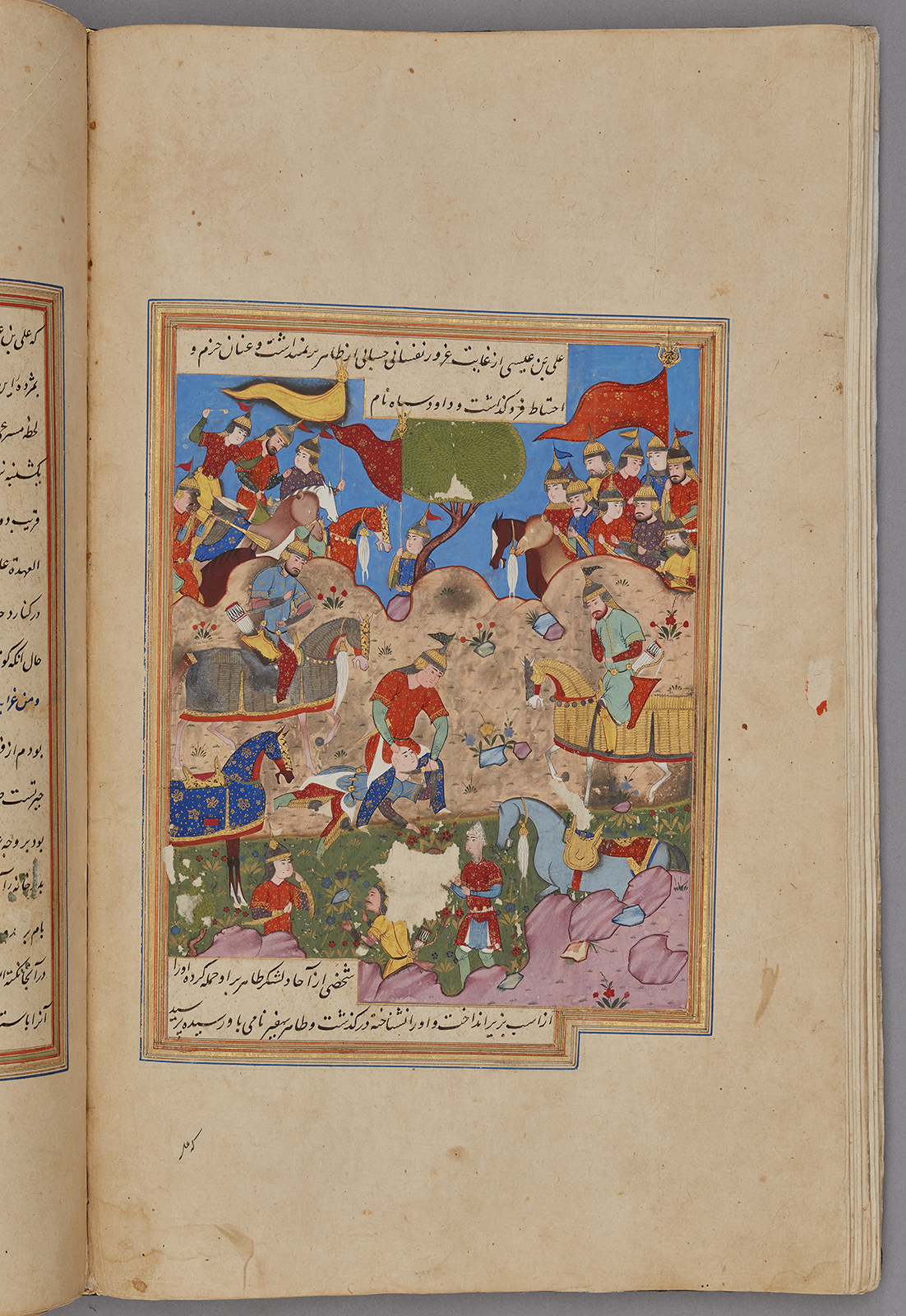
馬蒙戰勝阿明

第四次菲特納戰爭是阿布·穆薩·穆罕默德·阿明·本·哈倫和阿布·阿拔斯·阿卜杜拉·马蒙·本·哈伦為爭奪阿拔斯王朝王位而爆發的一系列冲突。他们的父亲哈里发哈伦·拉希德指定阿布·穆薩·穆罕默德·阿明·本·哈倫为第一继承人，指定阿布·阿拔斯·阿卜杜拉·马蒙·本·哈伦为第二继承人，並且阿布·阿拔斯·阿卜杜拉·马蒙·本·哈伦的封地位於大呼罗珊。哈伦·拉希德又指定卡西姆·伊本·哈倫·拉希德为第三继承人。 809年哈伦·拉希德去世后，阿布·穆薩·穆罕默德·阿明·本·哈倫在巴格达继任哈里发。此時阿布·穆薩·穆罕默德·阿明·本·哈倫试图剝奪大呼罗珊的自治權。阿布·阿拔斯·阿卜杜拉·马蒙·本·哈伦對此不滿並試圖阻止中央削藩。兩人之間的關係日益緊張，後來阿布·穆薩·穆罕默德·阿明·本·哈倫乾脆指定自己的儿子为继承人，并擴軍備戰試圖武力攻佔大呼罗珊。 811年，阿布·穆薩·穆罕默德·阿明·本·哈倫的軍隊进攻呼罗珊，但阿布·阿拔斯·阿卜杜拉·马蒙·本·哈伦的軍隊在雷伊战役中击败阿布·穆薩·穆罕默德·阿明·本·哈倫的部隊，隨後阿布·阿拔斯·阿卜杜拉·马蒙·本·哈伦的軍隊攻入美索不达米亚并包圍巴格达。一年后巴格达被攻佔，阿布·穆薩·穆罕默德·阿明·本·哈倫被处决，阿布·阿拔斯·阿卜杜拉·马蒙·本·哈伦成为阿拔斯王朝的哈里发。
然而阿布·阿拔斯·阿卜杜拉·马蒙·本·哈伦本人卻繼續呆在呼罗珊。贾齐拉、沙姆地区和埃及等地方趁機割據。此外库费、伊拉克南部、漢志和也门等地爆發阿里德起义。817年，易卜拉欣·伊本·马赫迪在巴格达宣佈登基，而阿布·阿拔斯·阿卜杜拉·马蒙·本·哈伦的大臣法德尔·伊本·萨赫尔又被暗杀，阿布·阿拔斯·阿卜杜拉·马蒙·本·哈伦決定親自率軍前往巴格达。 819年，阿布·阿拔斯·阿卜杜拉·马蒙·本·哈伦率軍攻入巴格达，迫使易卜拉欣·伊本·马赫迪退位。之後阿布·阿拔斯·阿卜杜拉·马蒙·本·哈伦又相繼平定各地的叛亂。 827年，阿布·阿拔斯·阿卜杜拉·马蒙·本·哈伦平定埃及。一些地方的叛乱直至830年代才被平定。